# Gazax-et-Baccarisse
Gazax-et-Baccarisse este o comună în departamentul Gers din sudul Franței. În 2009 avea o populație de 87 de locuitori.

## Evoluția populației
| An        | 1975 | 1982 | 1990 | 1999 | 2006 | 2009 |
| --------- | ---- | ---- | ---- | ---- | ---- | ---- |
| Populație | 115  | 129  | 106  | 99   | 99   | 87   |